# Helen (Georgia)
Helen è un comune degli Stati Uniti d'America, situato nello Stato della Georgia, nella contea di White.